# Donald Crowhurst
Donald Crowhurst (né à Ghaziabad en Inde britannique en 1932 et mort en 1969) est un homme d'affaires anglais, passionné de voile, qui fut porté disparu durant la course autour du monde Sunday Times Golden Globe Race.
Crowhurst participa à la course afin de gagner le prix offert par le Sunday Times, journal organisateur de la course, pour sauver son entreprise en difficulté. Il rencontra rapidement des difficultés et abandonna secrètement la course, tout en transmettant de fausses positions pour faire croire qu'il effectuait réellement le tour du monde prévu. On découvrit après sa disparition qu'il avait manifestement sombré dans la folie et fini par se suicider.

## Biographie
La mère de Donald Crowhurst est institutrice et le père travaille dans une compagnie indienne de chemins de fer. Après l'indépendance de l'Inde, la famille s'installe en Grande-Bretagne où elle connaît des difficultés financières.
Le père meurt en 1948. Donald Crowhurst arrête l'école et devient apprenti au Royal Aircraft Establishment à Farnborough Airfield. Il  est pilote à la Royal Air Force puis la quitte pour des raisons restées obscures (raison officielle : insolence) et s'engage dans l'Armée britannique. À la suite d'un problème disciplinaire, il abandonne l'armée et s'installe à Bridgwater où il crée une entreprise nommée Electron Utilisation Ltd. Il est membre du Parti libéral et est élu en 1967 au conseil municipal de Bridgwater.
Crowhurst, navigateur amateur, conçoit et réalise un radiocompas qu'il nomme Navicator. En dépit d'un certain succès du Navicator, l'entreprise a des difficultés financières. Afin de se faire un peu de publicité, il recherche des commanditaires pour participer à la Sunday Times Golden Globe Race, qui offre comme trophée au premier circumnavigateur un prix de 5 000 livres sterling au plus rapide. Son commanditaire principal est l'homme d'affaires Stanley Best, qui a déjà beaucoup investi dans l'entreprise de Crowhurst. Une fois inscrit à la course, ce dernier hypothèque son entreprise et sa maison en échange du soutien financier de Best, se plaçant dans une dangereuse situation financière.

## Golden Globe Race

### Préparation
Crowhurst fait construire un bateau nommé Teignmouth Electron, un trimaran de 12 m conçu par le Californien Arthur Piver. À cette époque, les trimarans sont rarement utilisés en course, car ils ont des difficultés à naviguer au près et sont lents s'ils sont trop chargés. Enfin, en cas, très rare, de chavirage, il est impossible de redresser ces voiliers.
Pour empêcher le trimaran de chavirer, Crowhurst installe au sommet du mât une bouée gonflable, dont le déclenchement serait activé par des capteurs sensibles à l'eau situés sur la coque du voilier. L'innovation maintiendrait le trimaran à l'horizontale pendant qu'un système de pompes et de ballasts, conjugué à l'action des vagues, le redresserait. Le but est de faire le tour du monde avec cet équipement afin de le développer et le commercialiser à son retour.
Cependant, Crowhurst manque de temps. Les systèmes de sécurité ne sont pas achevés, mais il compte finir leur installation en course. Une course préliminaire en Angleterre est requise pour la qualification des 10 concurrents de la Sunday Times Golden Globe Race sur un parcours devant être réalisé en 2 jours, Crowhurst l'effectue en 10 jours, mais le jury le qualifie quand même. Dans la confusion du départ, la plus grosse partie de son ravitaillement n'est pas embarquée. Enfin, Crowhurst n'a jamais navigué sur un trimaran avant la livraison de Teignmouth Electron, quelques semaines avant le départ de la course.

### Départ et tricherie
Crowhurst part de Teignmouth (Devon) le 31 octobre 1968, dernier jour prévu par le règlement. N'arrivant pas à lever la grande voile, il doit être remorqué. La BBC lui a offert une caméra 16 mm Bell & Howell et un magnétophone pour qu'il raconte son voyage.
Il rencontre immédiatement des problèmes avec son bateau et son équipement (notamment une fuite d'eau dans un des flotteurs) et ne progresse qu'à la moitié de la vitesse prévue. Selon son livre de bord, il ne se donne lui-même que 50 % de chances de survivre au voyage, s'il parvient à mettre au point son équipement de sécurité avant d'entrer dans le dangereux Pacifique Sud. Il doit choisir entre abandonner la course et faire face à une situation économique dramatique ou continuer un voyage vers une mort probable avec un bateau mal préparé. En novembre et décembre 1968, son désespoir le conduit à tromper tout le monde sur sa course. Il élabore son plan : il prévoit d'errer dans l'Atlantique Sud durant plusieurs mois tout en falsifiant son livre de bord et en envoyant par radio de fausses positions puis de reprendre la course au moment du retour en Angleterre. S'il finit dans les derniers, ses livres de bord ne feront probablement pas l'objet d'examens approfondis.

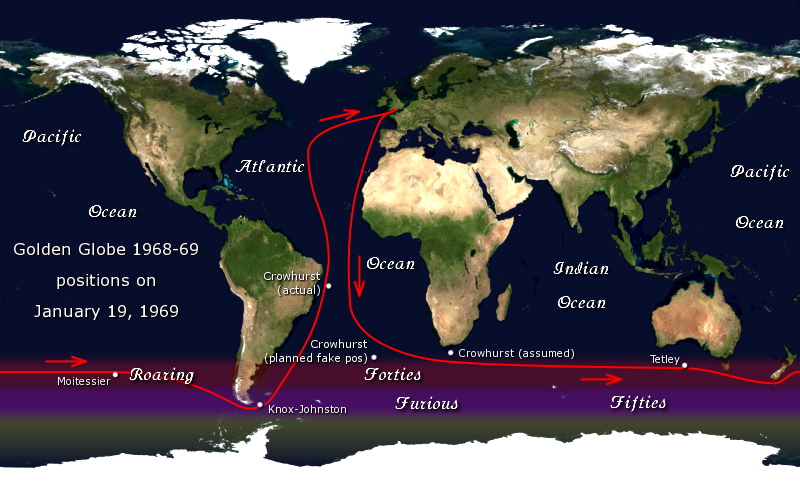
Position des concurrents le 19 janvier.

Depuis son départ, Crowhurst est resté volontairement flou lors des transmissions radio de sa position. À partir du 6 décembre, ses rapports de position deviennent vagues, puis faux, et c'est alors probablement qu'il entame la rédaction d'un faux journal de bord. Au lieu de poursuivre sa route dans l'océan Antarctique, il reste dans l'Atlantique, allant même jusqu'à s'arrêter entre les 6 et 8 mars 1969 près du Río Salado en Argentine pour réparer son flotteur tribord endommagé. Contraire au règlement de la course, cette étape aurait entraîné sa disqualification si les organisateurs en avaient eu connaissance. Crowhurst effectue la majeure partie du voyage dans le silence radio. Le 15 janvier, il annonce avoir doublé l'île Gough et rencontré des problèmes de générateur, afin de justifier le silence.
En mars, Bernard Moitessier, l'un des concurrents les plus rapides, arrête délibérément la course et entame un second tour du monde. Robin Knox-Johnston arrive à Teignmouth en vainqueur le 22 avril, Nigel Tetley et Donald Crowhurst,— qui a rompu le silence radio le 9 avril en annonçant une fausse position —, semblent au coude à coude pour être les plus rapides à boucler la course. Seul Francis Chichester, premier navigateur à effectuer un tour du monde d'ouest en est en solitaire et organisateur de la course, exprime publiquement ses doutes sur la progression de Donald Crowhurst. Le 4 mai, ce dernier « reprend » la course et recommence à donner sa position réelle. Tetley, se croyant réellement concurrencé, pousse son trimaran Piver de 12 m, comme celui de Crowhurst, à son maximum. La structure du voilier n'y résiste pas et se disloque le 21 mai. Toute l'attention du public se porte alors sur Crowhurst, qui compte deux mois d'avance sur le temps de passage de Knox-Johnston. Mais s'il accomplit le tour du monde le plus rapide, son journal de bord serait examiné par des marins expérimentés, dont Chichester, et la supercherie serait découverte.
Le 29 juin, Crowhurst envoie sa dernière transmission radio. La dernière entrée du journal de bord est datée du 1er juillet. Le Teignmouth Electron est repéré par le paquebot Picardy le 10 juillet à la dérive, avec une seule voile d'artimon qui bat au gré du vent. Les marins qui montent à bord le trouvent vide.

### Folie et mort
Les journaux de bord, il en écrira trois, dénotent chez Crowhurst un état psychologique complexe et perturbé. Sa volonté de faire croire à son voyage semble plus autodestructrice que réfléchie, puisqu'il enregistre des distances parcourues irréalistes qui n'auraient pas manqué d'éveiller le soupçon. À l'inverse, il consacre de longues heures à des fausses indications et à des fausses observations célestes, souvent plus difficiles à établir que les vraies en raison du temps de recherches nécessaires.
Les dernières semaines, alors que remporter le prix de rapidité devient probable, les écrits traduisent une perte de raison croissante. À la fin du voyage, les inscriptions des journaux – vraies et fausses entrées, poèmes, citations, pensées diverses – représentent plus de 25 000 mots. Elles contiennent une tentative de réflexion sur la condition humaine qui pourrait lui avoir fourni une échappatoire à la situation. Le nombre 243 est mentionné à plusieurs reprises : il prévoit de terminer son tour du monde en 243 jours, il a enregistré une distance parcourue en 24 heures de 243 milles marins, ce qui aurait été le record de la course, et a probablement mis fin à ses jours le 243e jour de son voyage, le 1er juillet.
Le 1er juillet, les derniers mots du journal sont : « C'est fini, c'est fini. C'est la fin de mon jeu. La vérité a éclaté. » On suppose qu'il s'est ensuite jeté par-dessus bord. Le 10 juillet, le paquebot Picardy aperçoit le trimaran sous-toilé. L'état du voilier ne fournit aucun indice laissant penser qu'un accident ait précipité Crowhurst à la mer. Trois journaux de bord — sur les quatre embarqués — sont retrouvés, ainsi qu'une importante quantité de papiers, révélant la supercherie, mais sa famille défend toujours la thèse de l'accident. Les bénéficiaires d'un contrat d'assurance vie ne perçoivent pas le capital souscrit en cas de suicide du souscripteur.
Robin Knox-Johnston gagne les deux prix et offre ses gains à la veuve de Donald Crowhurst.

## Dans la culture

### Cinéma
- 1982 : Les Quarantièmes rugissants de Christian de Chalonge, basé sur la fin dramatique de Donald Crowhurst
- 1986 : le film soviétique La course du siècle (Гонка века) représente Crowhurst comme victime du capitalisme
- 2006 : Deep Water (documentaire) de Louise Osmond et Jerry Rothwell
- 2013 : Une route sans kilomètre (court métrage) de Sophie Proux et Laurent Lagarrigue[6], relate la course de Donald Crowhurst depuis la cabine du Teignmouth Electron
- 2015 : La Vie très privée de Monsieur Sim de Michel Leclerc, où la supercherie et la vie de Donald Crowhurst inspirent largement le scénario du film (adapté du roman de Jonathan Coe)
- 2017 : Crowhurst de Simon Rumley
- 2018 : Le Jour de mon retour (The Mercy) de James Marsh avec Colin Firth dans le rôle de Donald Crowhurst et Rachel Weisz dans le rôle de son épouse.

### Théâtre
- 2022 : Les solitudes de Donald Crowhurst. Mise en scène de Cécile Roqué Alsina avec collectif Corpuscule. Création le 21 avril au Théâtre du Présent à Mont-Saint-Aignan (76130).

### Littérature
- Le premier roman de la navigatrice Isabelle Autissier, Seule la mer s'en souviendra (2009), s'inspire directement de l'affaire Crowhurst[7].
- Le roman de Jonathan Coe La Vie très privée de Mr Sim (2011) évoque longuement l'affaire Crowhurst.
- L'essai de Corinne Morel Darleux Plutôt couler en beauté que flotter sans grâce (2019) évoque largement la situation de Crowhurst et dresse un parallèle avec celle de Bernard Moitessier.
- Tacita Dean, Disappearance at a sea I 1996
- Tacita Dean, Teignmouth Electron 1999

- Le volume IV du roman de Grégoire Bouillier, Le Dossier M. 4. Noir, évoque largement le périple de Donald Crowhurst, en parallèle avec le destin du narrateur, Flammarion, 2018.

### Documentaire
- L'Homme qui voulait défier les océans (Deep Water[10]), documentaire réalisé par Louise Osmond (en) et Jerry Rothwell (en) et sorti en 2006. Il retrace l'histoire de la traversée de Donald Crowhurst.